# 浜乙女
株式会社浜乙女（はまおとめ、英: Hamaotome Corporation.）は、愛知県名古屋市中村区に本社を置く日本の食品メーカーである。

## 概要

### 乾物など加工食品製造業の歴史･概要
株式会社浜乙女は、1951年（昭和26年）に加工海苔業界へ参入した東海地方最大手の海苔加工業者で、海苔を主力に胡麻やパン粉、ふりかけ、お茶漬けなどの乾物及び加工品を手掛ける乾物の総合メーカーである。
創業家の服部友久が全国加工海苔協同組合連合会理事長を務めるなど加工海苔業界の有力企業として知られ、かつては贈答品としての海苔販売が売上で大きな比重を占めていた。
しかし、贈答品需要が減少傾向にあり、業務用や普通の焼き海苔の売上が伸び悩んでいるため、2005年（平成17年）に発売したそのまま巻くだけでおにぎりが作れる「塩付おにぎりのり」や2010年（平成22年）2月1日に発売した酢めし作らずそのまま巻くだけで寿司が作れる手巻き寿司向けの「酢付手巻のり」などの家庭用の手軽に利用可能な新たな海苔関連商品に注力して海苔関連の売上の維持･拡大を続けている。
また、「磯のふりかけ」という海苔主体の商品を発売して「ふりかけ」に参入するなど海苔に関連する商品の展開も進めている。
この「磯のふりかけ」で築いた知名度を武器に、のりたまごやいわし、えびしらす、かつお風味、さけ風味などの海産物系を中心にした健康志向のふりかけ・お茶漬の素の商品構成の拡充を進めて地元の中部地方を中心に売上を伸ばし、この分野でも有力メーカーの一つとなった。
胡麻でも有力メーカーの一つとなっており、2004年（平成16年）3月期に売上構成比約18%を占めていて、約80%を占める家庭用を主力に外食産業を含めた業務用へも展開している。
この胡麻に関しても炒り胡麻などだけでなく、粉末商品の拡大に注力するなど加工度を上げた商品展開で売上の維持･拡大を図っている。
この他にも「ソフトパン粉」を中心に家庭用で強みを持つパン粉の分野でも主要メーカーの一つとなっている。
パン粉事業では、小麦全粒粉入りパン粉や有機小麦使用生パン粉、健康志向に配慮した「吸油の少ないパン粉」、新潟県産コシヒカリ100%の米粉で作ったパン粉などの新たな高付加価値商品の投入や惣菜関係を含めた業務用の拡販などで売上の維持･拡大を図っている。
2010年（平成22年）には名古屋周辺の東海地区限定で地元の味覚である「名古屋めし」の「味噌煮込みうどん」と「うなぎまぶし」、「手羽先唐揚げ」の風味をふりかけにした3種類のふりかけをセットにした「名古屋グルメふりかけ」を発売したのを皮切りに、2011年（平成23年）3月22日には唐辛子と味噌の甘辛い味の名物鍋「赤から鍋」の風味をふりかけにした「赤から鍋風味ふりかけ」、同年4月4日には東海地方で展開する「スガキヤラーメン」の和風とんこつスープの味をふりかけにした「スガキヤラーメン風味ふりかけ」、同年8月1日には「うなぎまぶし」と「手羽先唐揚げ」の風味をカレーにした「名古屋グルメカレー」の「うなぎ」と「手羽先」を東海3県の駅売店や高速道路のサービスエリア･パーキングエリアで発売するなど名古屋名物を商品化して新たな名古屋土産としての販売にも取り組んでいる。
こうした名古屋名物の商品化で取り組んだ外食チェーン店との共同開発を発展させる形で2012年（平成24年）には大阪の老舗お好み焼き店「鶴橋風月」のお好み焼きの風味をふりかけにした「風月お好み焼きふりかけ」を発売するなど有名外食店の人気の味を生かしたふりかけの新商品の発売が進められている。

### 流通事業などの展開
本社のある名古屋市内で円頓寺店と中島店として展開する食品スーパー事業の「丸一ストアー」や自社製品の乾物類を中心に大ロットで販売する「問屋スーパー丸一」などの流通事業も手掛けているほか、地下街などで下着を中心とする衣料品店「Puff」や靴下専門店「靴下屋」の小売事業部門を展開している。
なお、衣料販売の丸一衣料は2007年（平成19年）衣料事業部に、小売量販店の丸一ストアーは2009年（平成21年）にストアー事業部となっている。
また、丸一不動産が運営するゴルフ練習場や名古屋の地下街に寿司屋4店舗を展開する浜寿司など関連企業を通じてサービス業にも進出している。

## 加工食品事業

### 主な商品
- 海苔[2]
- 胡麻[2]
- お茶漬け[2]
- ふりかけ[2]
- パン粉[2]
- 乾燥シイタケ[24]

ほか

### 事業所

#### 営業拠点
- 本社・名古屋支店（愛知県名古屋市）
- 東京支店（東京都）
- 大阪支店（大阪府）
- 営業所
  - 札幌、仙台、宇都宮、静岡、北陸、長野、岡山、広島、九州

#### 製造拠点
海苔加工製品や乾燥椎茸・アガリクスなどの乾燥食品を主に製造する中村工場と胡麻加工品・パン粉・茶漬けおよびふりかけのを主に製造する弥富工場があり、両工場共にISO9001の認証を取得している。
- 中村工場（名古屋市中村区白子町4-60）[24]
- 弥富工場（愛知県弥富市）
- 三重工場（三重県東員町）

## 流通･サービス業
- 丸一ストアー（円頓寺店）[21]

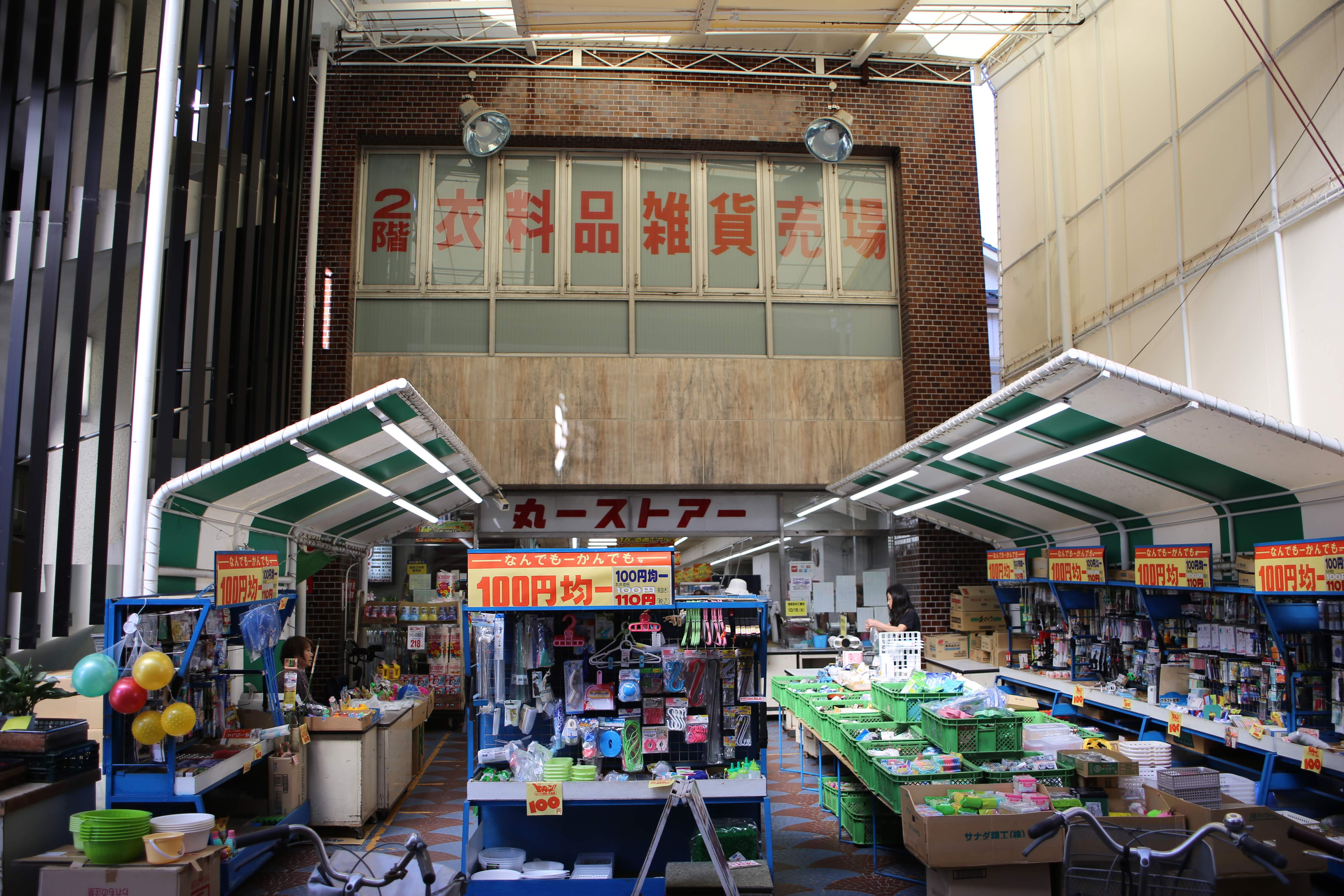
丸一ストアー円頓寺店

- 問屋スーパー丸一（本店（名古屋市熱田区）[22]など）
- 衣料事業部[25]（Puff・靴下屋）

## 関連会社
- 株式会社浜寿し
- 丸一不動産株式会社[23]

## CM
ダイダラボッチ（CMでは「でえたらぼっち」という名前）が登場する人形劇、紙芝居風のCM（ナレーションを務めるのは声優の滝口順平）で知られる。関東地区では2023年3月まで日本テレビのnews every.の火曜日18時台ローカルパートのスポンサーになっていた。またテレビ東京のNEWS FINE内でもCMを流していた時期があった。関西地区はスポットでは見られず、朝日放送のおはようコールABCで金曜日の6時30分頃のスポンサーとなっている。
2008年（平成20年）は東海地区限定で当時中日ドラゴンズに所属していた中村紀洋が東海ラジオ ガッツナイター限定の海苔茶漬けのラジオCMに出演している（愛称が「ノリ」であることに由来）。
2009年（平成21年）は同じく東海地区（CBCドラゴンズナイター内）限定のラジオCMに森野将彦を起用し、森野とドアラのサイン入りグッズが当たるキャンペーンを実施している。
2020年には日清食品「カップヌードル」の「2020年！地元から沸かせ！#地元CMフェス」の一環として東海広域圏向けに人形劇調のCMをパロディしたCMが放送された。

### でえたらぼっち
初出は1987年（昭和62年）に放映されたCMであり、2017年現在に至るまで浜乙女のイメージキャラクターとして定着している。テレビCMで登場するほか、着ぐるみも制作されており、「なごやめし博覧会」をはじめとして東海地区のイベントなどで着ぐるみが登場することもある。2006年からは東海地区の幼稚園・保育園を訪問して食育活動を行っている。
名古屋市営バスには、浜乙女の広告車両としてでえたらぼっちが描かれたラッピング車両が存在する。また、弥富工場の外壁にも描かれており、近鉄名古屋線の車窓から目にすることができる。
2015年にTwitterの公式アカウントが始動し、2016年にはLINEスタンプが発売された。
なお、過去には「酢付手巻のり」のCMで、でえたらぼっちが登場しないCMが放送されたことがあった。